# Otholobium obliquum
Otholobium obliquum är en ärtväxtart som först beskrevs av Ernst Meyer, och fick sitt nu gällande namn av Charles Howard Stirton. Otholobium obliquum ingår i släktet Otholobium och familjen ärtväxter. Inga underarter finns listade i Catalogue of Life.